# イヌシタムシ
イヌシタムシ（Linguatula serrata）は、甲殻類のシタムシ（舌形動物）の1種である。やや細長くて平らな動物で、形はやや舌に似ており属名もこれに基づく。幅広い哺乳類の鼻腔粘膜に寄生するが、宿主は主として肉食哺乳類で、イヌでは発見が希でない。時にヒトが宿主となる例も知られる。複雑な生活史についてもよく調べられている。

## 形態
成体で、雄は2cm、雌は12cmになる。生きている時は、透明で白っぽく、赤みがかった子宮が目立つ。また、時にイヌの鼻腔粘膜を摂取したために緑色を帯びる。
体は細長く、先端部は幅広くて腹背に扁平、その形が舌に似ている。後方は次第に幅が狭くなり、細くなって終わる。体表は細かな体節様の環状輪がありその数は90にもなる。
頭部背面には目などの感覚器はない。前端に短い感覚乳頭がある。その腹面には5つのくぼみがあり、中央のものを先頭に、それより外側のものほどやや後ろにある。このうちで中央のものは口、側方の2対は鉤を引っ込めたくぼみである。鉤はこのくぼみから突き出すことが出来る。口は丈夫なキチン環で囲まれ、吸血に適する。

## 生態
大型哺乳類の鼻腔に寄生し、そこに分泌される粘液と細胞の残渣を吸飲するように食べる。

### 生活史
幼生が中間宿主を持つ、複雑な生活史を持っている。
雌成体は宿主の鼻腔内で産卵する。卵は宿主体内から出て植物の葉などに付着し、それをウサギなどの哺乳類が食べると感染する。卵は腸内で消化されて殻を失い、第1次幼生が出現する、これは本体が楕円形、後方にやや細長く伸びた、しゃもじのような形のもので、先端に穿孔器、側面に2対の鉤状の足を持つ。この幼虫はリンパ管に侵入、肺・肝臓・脾臓・リンパ節・腎臓などの器官に到達すると、その部分の結合組織の中で被嚢幼生(casular larva)となる。その内部で幼生は9回の脱皮を繰り返す。最初の脱皮で鉤状の足などが脱ぎ捨てられ、裸状態になった二次幼生(second larva)は、内部構造が発達し、次第に長くなって、嚢内で体を腹側に折り曲げたようになる。約6か月後、第三次幼生になる。これは、体が長くて、細かい棘が多数の環状に並び、腹面前方には二対の鉤が発達したかなり成体に近い形をしている。この幼生は別種として記載されたことがある（後述）。この幼生は7か月目頃には被嚢から脱出し、宿主の胸腔や腹腔へと移動する。
これをイヌなどの最終宿主が食べると、胃から食道、咽頭腔を経て鼻腔に達する。ここで最後の脱皮が行われ、細かい棘などは脱ぎ捨てられて滑らかな体の成体となる。成体はその4か月目頃から交尾を始める。この時点で雄は成熟しているが、雌は卵の形成が始まったばかりで未成熟である。雄はその後に死ぬが、精子は未成熟な雌の貯精嚢に蓄えられ、その後の受精に与る。雌はその後も成長して産卵を始め、少なくとも半月で100万個以上も産卵すると言われる。成体は脱皮しない。

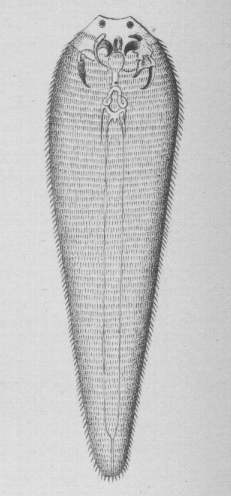
第三次幼生

なお、宿主が死ぬと、成体も幼生もまもなく死ぬ。

### 宿主の幅
基本的には中間宿主は草食哺乳類、終宿主は肉食哺乳類なのだが、幅が広く、終宿主としては、イヌ、キツネ、オオカミなどの他に、ウマ、ヒツジ、ヤギなどの草食動物からも知られる。ヒトの感染も知られており、ヨーロッパではイヌを溺愛する人に多いとか、ベルリンでの調査結果で幼生の寄生率が10%を越えていた例も知られている。

## 分布
世界中に広く分布する。ただし、原産地はヨーロッパとの説がある。日本からも知られているが、報告例は多くない。
なお、オーストラリアには野生化したイヌであるディンゴがあるが、これには同属の別種である L. dingophila が寄生し、おそらくヒトがイヌを持ち込んで以降に種分化を遂げたと考えられる。

## 利害
感染による被害は多くないが、カタル性の刺激を起こすとも言う。

## 分類
近縁種はいくつかあるが、イヌに寄生するのはこれくらいらしい。
この種自身は、古い時代、この類の分類についての知見が少なかった頃に記載されたこともあり、異名が多い。また、この種の第三次幼生は別種と考えられたことがあり、それには Pentastomum denticulatum の名が与えられた。
以下、異名を挙げる。
- Linguatula serrata Frölich, 1789 
  - = Taenia rhinaris Meyer, 1789
  - = Taenia capraea Abildgaard, 1789
  - = Polystoma serratum Goeze, 1803
  - = Linguatula denticulata Rudolphi, 1805
  - = Polystoma taenoides Rudolphi, 1809
  - = Prinoderma rhinarium Rudolphi, 1810
  - = Prinoderma lanceolata Cuvier, 1817
  - = Pentatsoma emarginatum Rudolphi, 1819
  - = Pentastoma fera Creplin, 1829